# Daniele Crosta
Daniele Crosta (Busto Arsizio, 5 maggio 1970) è un ex schermidore italiano, specializzato nel fioretto.

## Biografia
Si è ritirato dall'attività agonistica nel 2001. Oggi è psicologo dello sport e psicoterapeuta.

## Palmarès
In carriera ha conseguito i seguenti risultati:
 Giochi olimpici 
Individuale
A squadre
- Bronzo nel fioretto a Sydney 2000

 Mondiali militari 
Individuale
A squadre
- Oro nel fioretto a Mazara del Vallo 1994

 Mondiali 
Individuale
A squadre
- Bronzo nel fioretto a Città del Capo 1997

Europei
Individuale
A squadre
- Oro nel fioretto a Bolzano 1999
- Bronzo nel fioretto a Funchal 2000

 Altri risultati 
Mondiali cadetti
Individuale
- Oro nel fioretto a Tel Aviv 1987

Europei cadetti
Individuale
- Oro nel fioretto a Saint-Nazaire 1987